# برنامه شاتل‌های فضایی

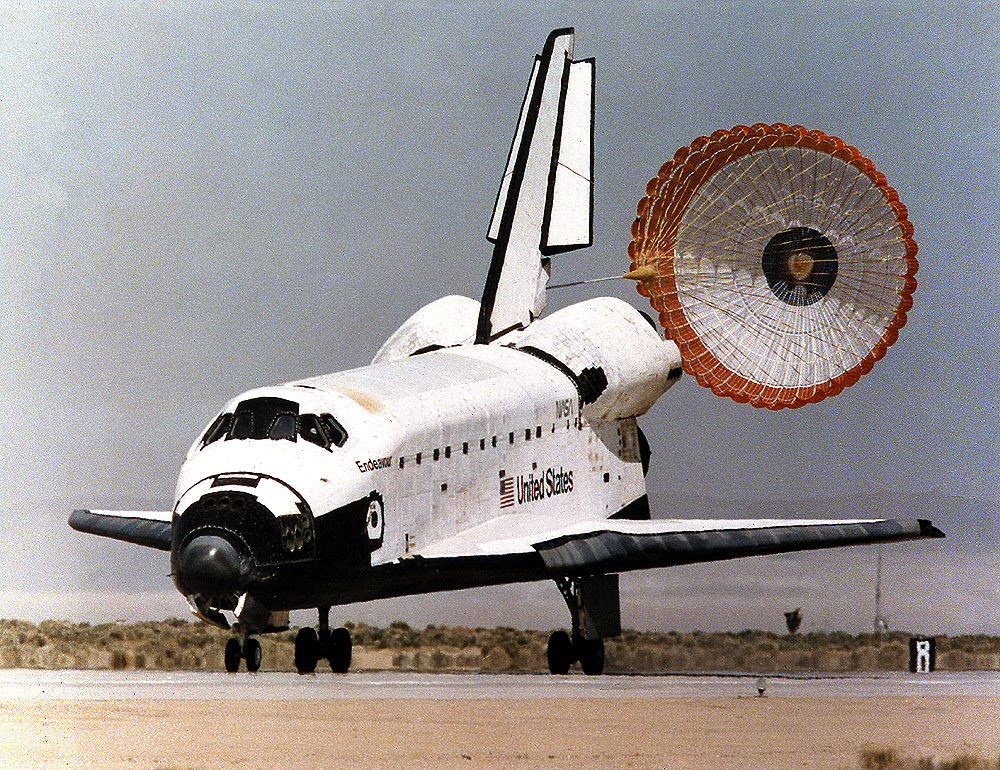
فضاپیمای اندور پس از بازگشت به زمین روی باند فرود

برنامه شاتل‌های فضایی توسط سازمان ملی هوانوردی و فضایی توسعه یافته‌است. ناسا جهت‌گیری و مدیریت سیستم ترابری به فضا (نامی که ناسا به کل برنامهٔ شاتل فضایی داده‌است) را بر عهده دارد، و این شامل همکاری با آژانس‌های دولتی و بین‌المللی و پروژه‌های مشترک است. ناسا همچنین بازرسی الزامات سفرهای فضایی غیرنظامیان و تجاری را برعهده دارد.
سیستم شاتل فضایی از ۴ عنصر اصلی تشکیل شده‌است: فضاپیمای مدارگرد، موشک‌های پیشرانهٔ سوخت جامد، مخزن خارجی و موتورهای اصلی. مدارگرد توسط قسمت سیستم‌های ترابری فضایی شرکت راکول اینترناشنال در داونی، کالیفرنیا ایجاد شده‌است، که همچنین مسئول یکپارچگی کلی سیستم‌های برنامهٔ شاتل می‌باشد. قراردادهای مدارگرد و یکپارچه‌سازی هر دو زیر نظر پایگاه فضایی جانسون در هیستون، تگزاس می‌باشند.
موشک‌های پیشرانهٔ سوخت جامد توسط شرکت مورتون تیکول در بریگهام، یوتا ساخته‌شده‌اند و نصب نگه‌داری و تنظیم آن‌ها بر عهدهٔ شرکت یونایتد اسپیس بوستر اینکوپریشن انجام می‌شود. مخزن خارجی توسط لاکهید مارتین در پایگاه میچود در نیواورلئان تولید شده و موتورهای اصلی را قسمت راکتدین شرکت راکول در کانوگا پارک، کالیفرنیا می‌سازد. همگی این قراردادها زیر نظر مرکز فضایی مارشال در هانتسویل، آلاباما می‌باشد.

## نگارخانه

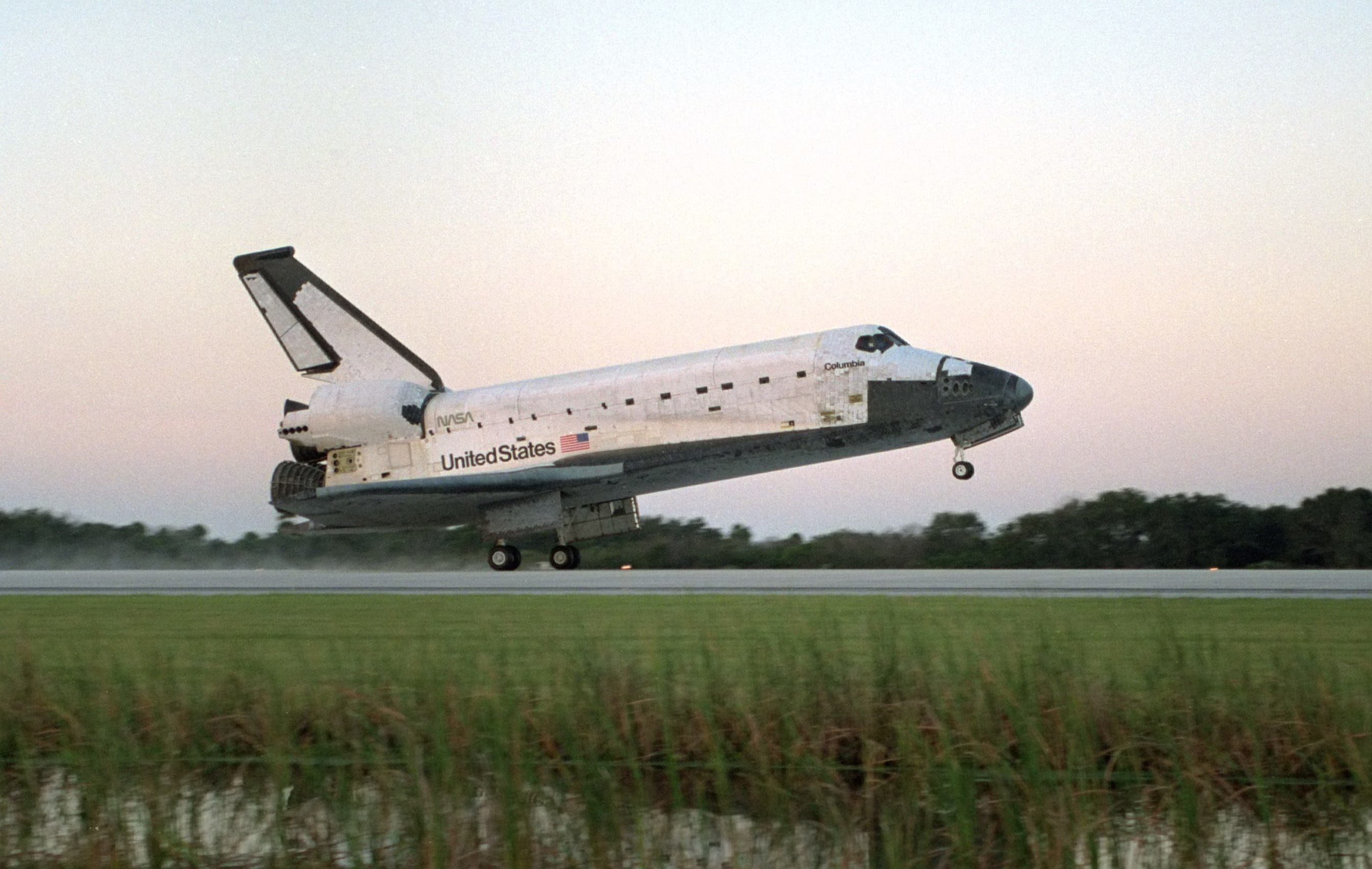
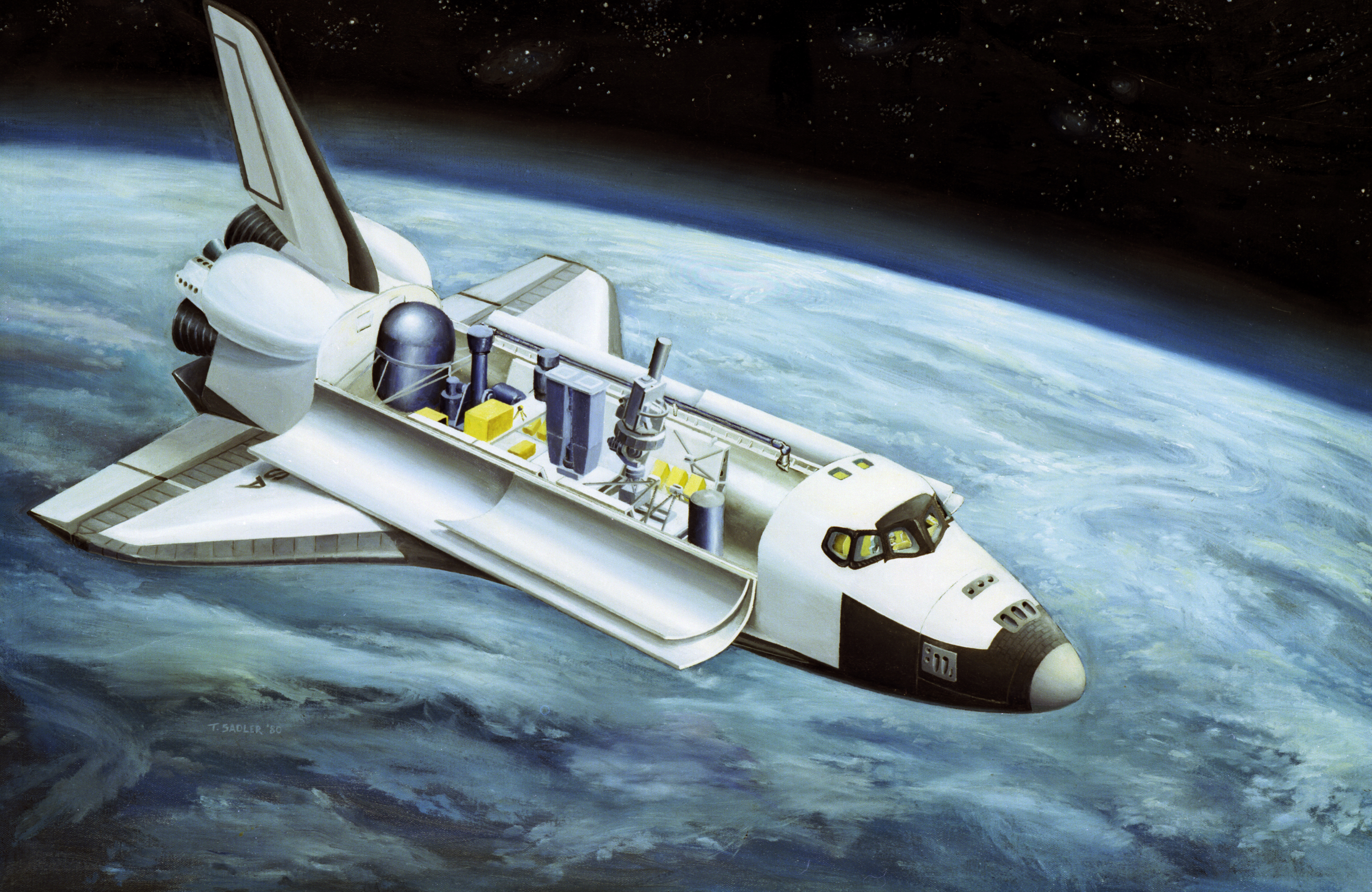
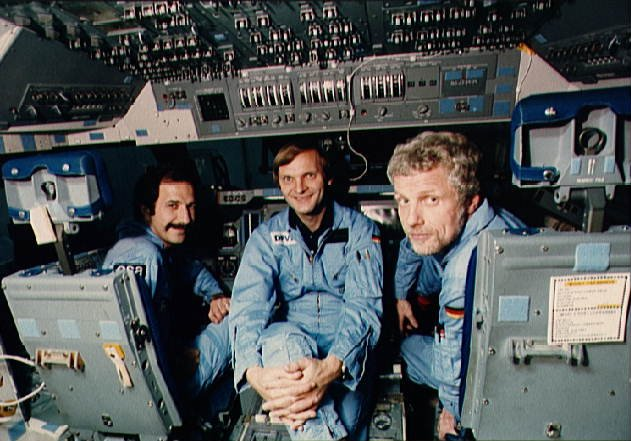
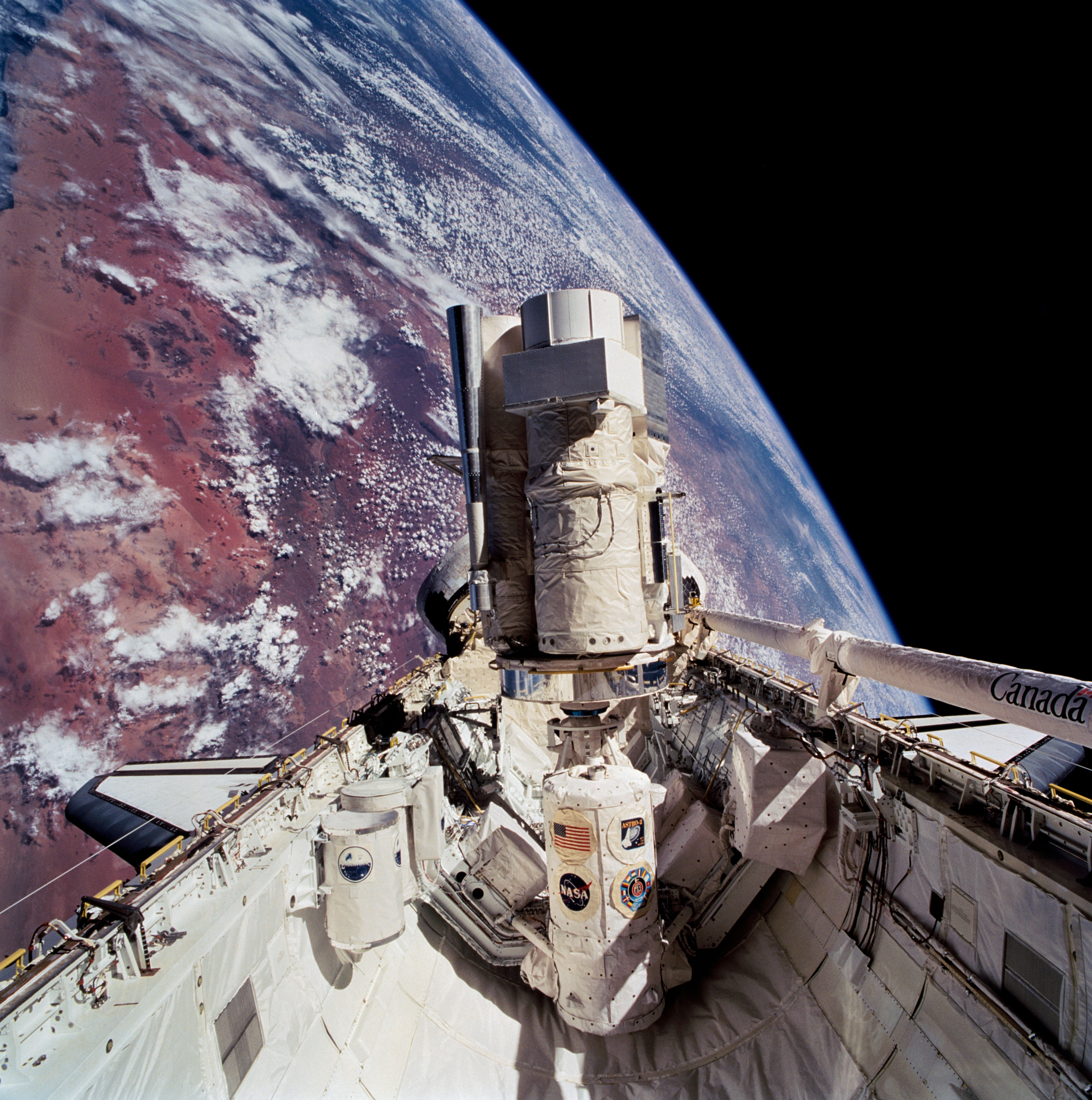
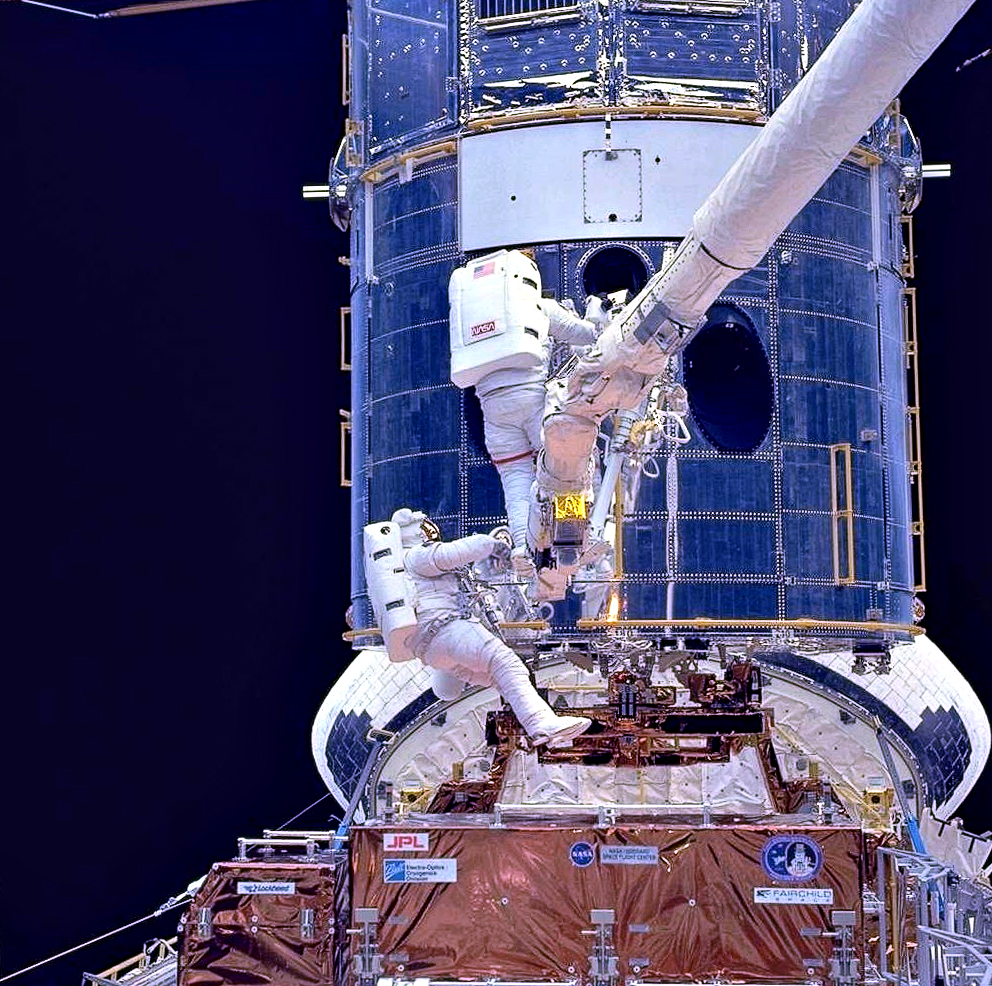